# The Danny Kaye Show

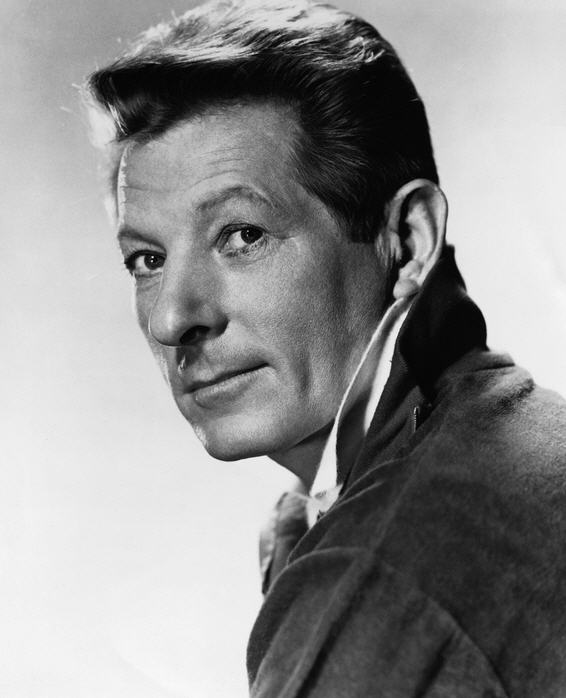
Foto publicitária de Danny Kaye.

The Danny Kaye Show foi um programa de rádio de comédia e variedades estrelado por Danny Kaye. Transmitido pela rádio CBS, foi exibido de 6 de janeiro de 1945 a 31 de maio de 1946.

## Formato
O Danny Kaye Show era um programa que combinava canto, música instrumental e diversos tipos de esquetes cômicos. Em Nobody's Fool, Martin Gottfried descreve o programa destacando que "tudo nele visava ser de altíssimo nível, começando pelo salário recorde de Kaye, de US$ 16.000 por semana — um valor expressivo, especialmente quando comparado aos US$ 100 que ele recebia por três pequenos programas de rádio da CBS em 1940".

## Elenco e equipe técnica
Além de Danny Kaye, o elenco principal contava com Eve Arden e Lionel Stander, com participações especiais de Frank Nelson (que interpretou o patrocinador Sr. Pabst no episódio de estreia), Kenny Delmar, Everett Sloane, Joan Edwards e Butterfly McQueen. A apresentação era conduzida por Ken Niles e Dick Joy. A parte musical do programa estava sob a direção de Harry James, Lyn Murray, David Terry e Harry Sosnik. Dick Mack era o diretor.  O produtor do programa era Goodman Ace, reconhecido como o principal escritor de comédia do rádio, uma figura com uma reputação tão respeitável que, apesar de o programa ser transmitido de Los Angeles, ele conseguiu insistir para que fosse executado de Nova York.
Nos bastidores, uma forte influência vinha da esposa de Kaye, Sylvia Fine, que era uma talentosa produtora, compositora e letrista. Gottfried escreveu que "Ela exigiu e obteve o direito de aprovar os roteiristas do programa". Além de sua participação nos bastidores, Sylvia Fine também contribuiu com composições para o programa, em parceria com Ace e Abe Burrows.